# Potocki

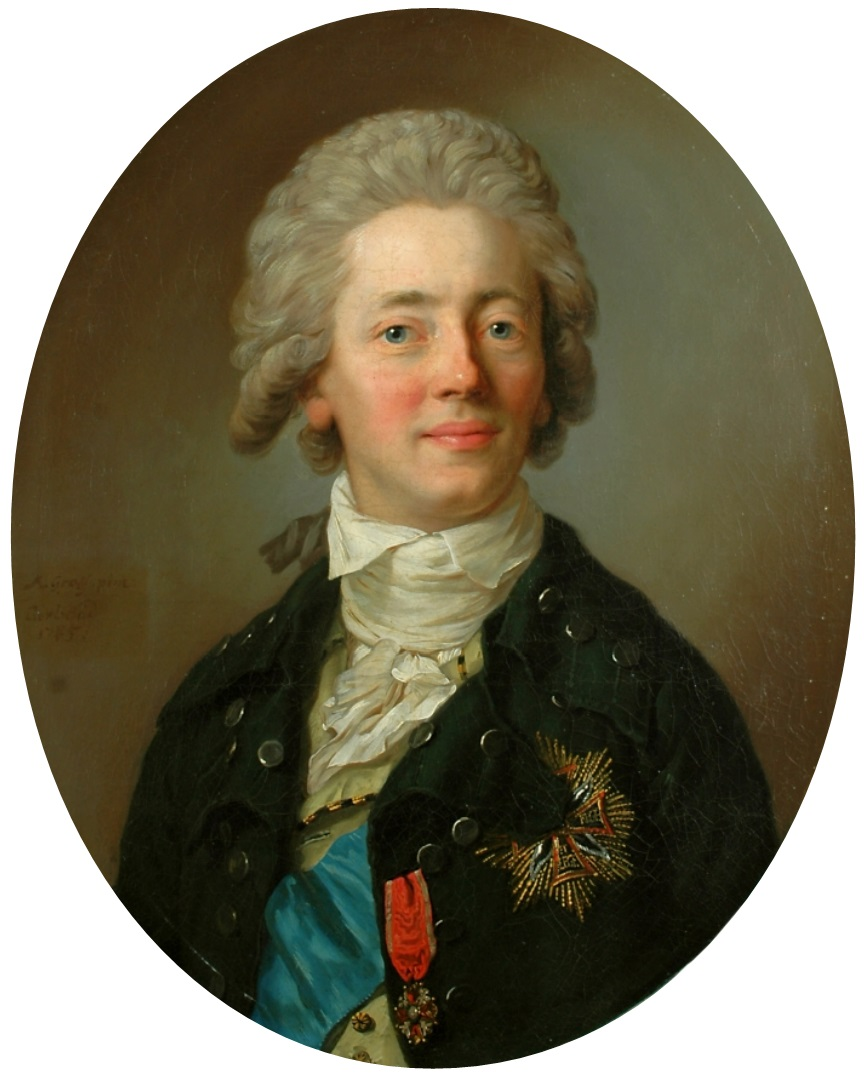
Stanisław Kostka Potocki (1755–1821).

Potocki (polskt uttal: pɔˈtɔt͡skʲi) är en polsk adelsätt (szlachta).
Potocki är en stor aristokratisk familj, ursprungligen från Potok nära Kraków, därav släktnamnet. Familjen är starkt förknippad med den kulturella utvecklingen och historien i västra Ukraina (tidigare polskt område). Släkten Potocki är känd för många polska statsmän, militära ledare och kulturpersonligheter.

## Medlemmar av ätten
- Józef Potocki
- Stanisław Szczęsny Potocki
- Ignacy Potocki
- Stanisław Kostka Potocki
- Jan Potocki
- Alfred Józef Potocki